# Le diable est dans les détails
Note. Cliquez sur le lien correspondant pour transférer rapidement le mot : nom commun, adjectif, verbe ou autre.
Depuis l’activation de la fonction Special:Import, il est vivement recommandé  de contacter un administrateur du Wiktionnaire pour procéder à l’importation de la page ainsi que de tout l’historique vers ce dernier.
 (octobre 2023).
« Le diable est dans les détails » est un idiotisme faisant allusion à un hic ou à un élément mystérieux caché dans les détails; il indique que « quelque chose peut sembler simple, mais en fait les détails sont compliqués et susceptibles de poser des problèmes ». Il vient de l'expression précédente « Le bon Dieu est dans le détail » ou  « God is in the details », exprimant l'idée que tout ce que l'on fait doit être fait à fond ; c'est-à-dire que les détails sont importants. 

## Origine
L'idiotisme God is in the details a été attribué à un certain nombre de personnes, notamment à l'architecte d'origine allemande Ludwig Mies van der Rohe (1886–1969) par le New York Times dans la nécrologie de Mies en 1969. Cependant, il est généralement admis qu'il ne provient pas de lui. Une version allemande, Der liebe Gott steckt im Detail, est largement attribuée à l'historien d'art allemand Aby Warburg (1866–1929). Selon Christopher Johnson, Der liebe Gott steckt im Detail était le sous-titre d'un séminaire que Warburg a dirigé à l'université de Hambourg au cours de l'hiver 1925-1926. La version française du dicton « Le bon Dieu est dans le détail » est généralement attribuée à Gustave Flaubert (1821-1880).  L'expression « Le diable est dans les détails » se retrouve dans l'histoire de l'intégration européenne d'après-guerre de 1963. Il est attesté plus tard en 1965. En 1969, on parle de proverbe. L'ouvrage Les citations familières de Bartlett répertorie l'auteur du dicton comme anonyme. Un éditorial du New York Times de 1989 réfléchit à l'apparente interchangeabilité de Dieu et du diable dans la phrase, citant divers exemples imprimés à l'époque, ainsi qu'à la difficulté de déterminer lequel est venu en premier et depuis combien de temps l'un ou l'autre est utilisé. 

## Variantes
L'expression a plusieurs variantes : (le/un) Diable (est) dans le(s) détail(s). L'expression originale: « God is in the detail » avec le detail étant singulier, l'usage familier termine souvent l'idiome comme details ; où le mot detail sans « s » peut être utilisé à la fois comme nom singulier et nom collectif. En se référant aux subtilités de la législation, la présidente de la Chambre des États-Unis, Nancy Pelosi, observe : « Le diable et les anges sont dans les détails ». 
Plus récemment, les expressions « gouverner est dans les détails » et « la vérité, si elle existe, est dans les détails » sont apparues. 
L'expression a été enrichie "le diable est dans les détails et le génie est dans la synthèse" ( Jean-Pierre Harang, Namur 1959-  )  : Ensemble, ces deux expressions mettent en lumière l'équilibre nécessaire entre l'attention minutieuse aux détails et la capacité à faire des synthèses intelligentes. Les deux compétences sont essentielles : l'une sans l'autre peut entraîner des résultats incomplets ou inefficaces. 